# Hudson Square
Hudson Square es un barrio en el bajo Manhattan, Nueva York, limitado aproximadamente por Clarkson Street al norte, Canal Street al sur, Varick Street al este y el río Hudson al oeste. Al norte del barrio se encuentra Greenwich Village, al sur está TriBeCa, y al este los barrios de South Village y SoHo. El área, alguna vez el sitio de la propiedad colonial llamada Richmond Hill, se hizo conocida en el siglo XX como el "Printing District" y luego como "West SoHo", y, en el siglo XXI, se mantiene como un centro de actividad de medios de comunicación, incluyendo publicidad, diseño, comunicaciones y artes.
Dentro del barrio se encuentra el Distrito histórico de Charlton-King-Vandam, que contiene la más grande concentración de casas adosadas de estilos federalista y neogriego construidas durante la primera mitad del siglo XIX. El punto más importante en el barrio es la entrada de Manhattan al Túnel Holland. La actual estructura más alta del barrio es el hotel condominoi The Dominick.

## Historia
Cuando George Washington lideró la defensa de Nueva York contra los británicos en 1776, su cuartel general estuvo ubicado en la propiedad de Abraham Mortier, Richmond Hill, en una loma al suroeste de lo que hoy son las calles Charlton y Varick. Uno de los primeros usos conocidos del término "New Yorker" en un trabajo publicado se encuentra en una carta que él escribió desde el bajo Manhattan.
En el vecindario estuvo la sede del primer periódico afroamericano de los Estados Unidos, llamado Freedom's Journal (Periódico de la libertad) y editado por John Russwurm y Samuel Cornish desde el 16 de marzo de 1827 al 28 de marzo de 1829. El periódico proporcionaba información internacional, nacional y regional sobre eventos actuales y contenía editoriales que se pronunciaban contra la esclavitud, los linchamientos y otras injusticias.
Una visitante inglés, Fanny Trollope, en su libro de 1832 Domestic Manners of the Americans, escribió sobre sus impresiones de Hudson Square en aquella época:

Hudson Square y su vecindario son, creo, la parte más de moda del pueblo. La plaza es hermosa, excelentemente bien plantada on una gran variedad de árboles y requiere un podado frecuente y cuidadoso para que sea igual a cualquier otra en Londres. Los pasamanos de hierro que rodean este enclave son de la altura y la belleza de aquellos en las Tullerías, y nos darán una idea sobre el cuidado puesto en su decoración, para saber que la grava de los caminos fue transportada por barcazas desde Boston, no como un lastre, sino como carga..

Trinity Wall Street es propietario de varios inmuebles comerciales en Hudson Square.
En el 2013, el barrio fue rezonificado para permitir edificios talleres más altos. En julio del 2018, The Walt Disney Company anuncio sus planes de mudar su sede principal de Nueva York y sus operaciones a Four Hudson Square en un acuerdo de construcción de 99 años , en terrenos de propiedad de Trinity, con construcción programada para iniciarse en el 2020.  El complejo consistiría de dos torres de 98 m que abrirían en el 2024. Luego, en diciembre del 2018, Google anunció que construiría su sede principal de mil millones de dólares y 160 000 m² en tres edificios en Hudson Square, dejando su actual ubicación en el 111 Eighth Avenue en Chelsea para el 2020.  Google también compraría 550 Washington Street en 2021, un antiguo terminal ferroviario de carga en Hudson Square para convertirlo en un edificio de oficinas. Otras compañías ubicadas en el área de Hudson Square incluyen Warby Parker (anteojos), Oscar Health (seguros de salud), y Harry's (cuchillas).

## Puntos de interés

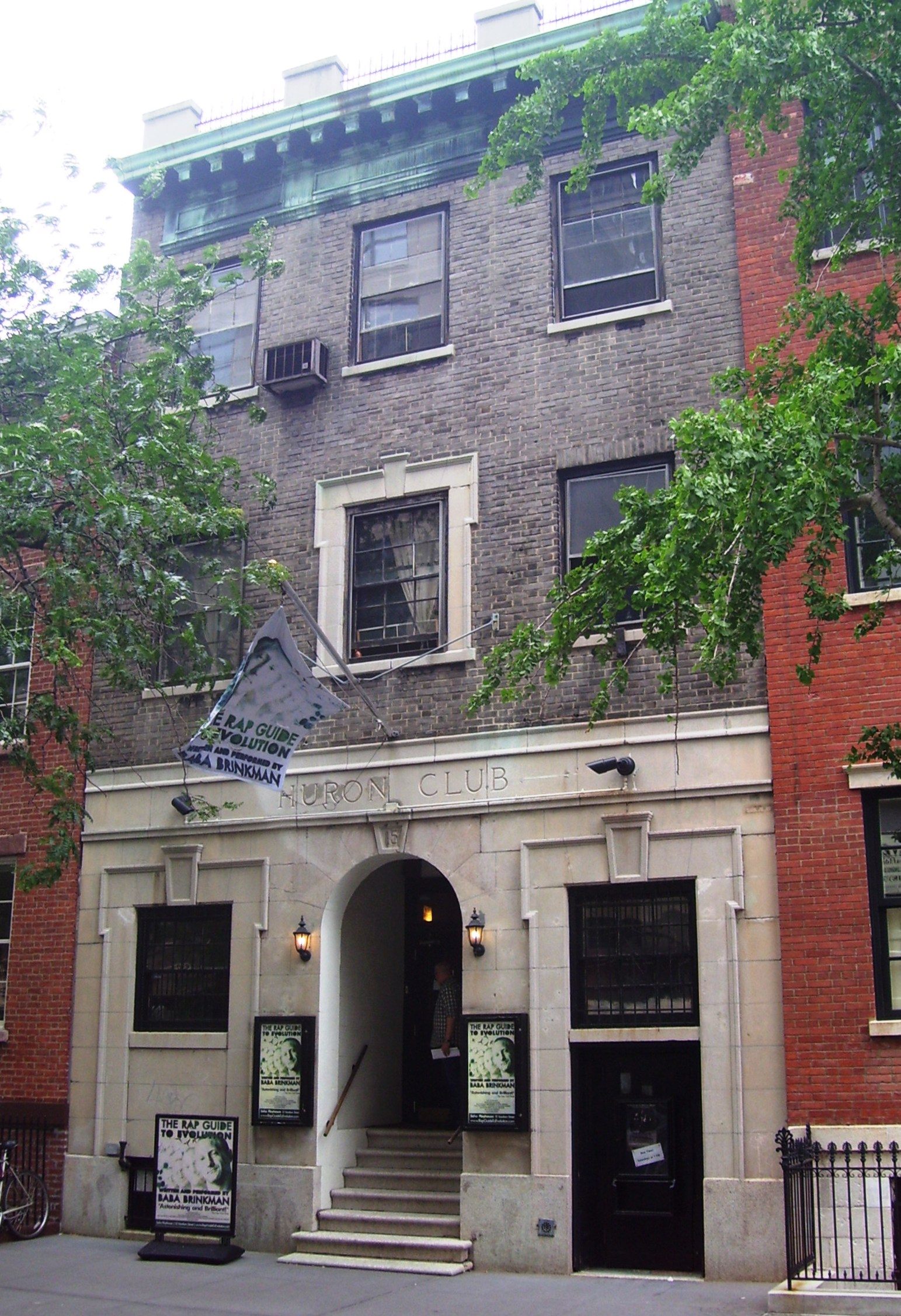
El SoHo Playhouse

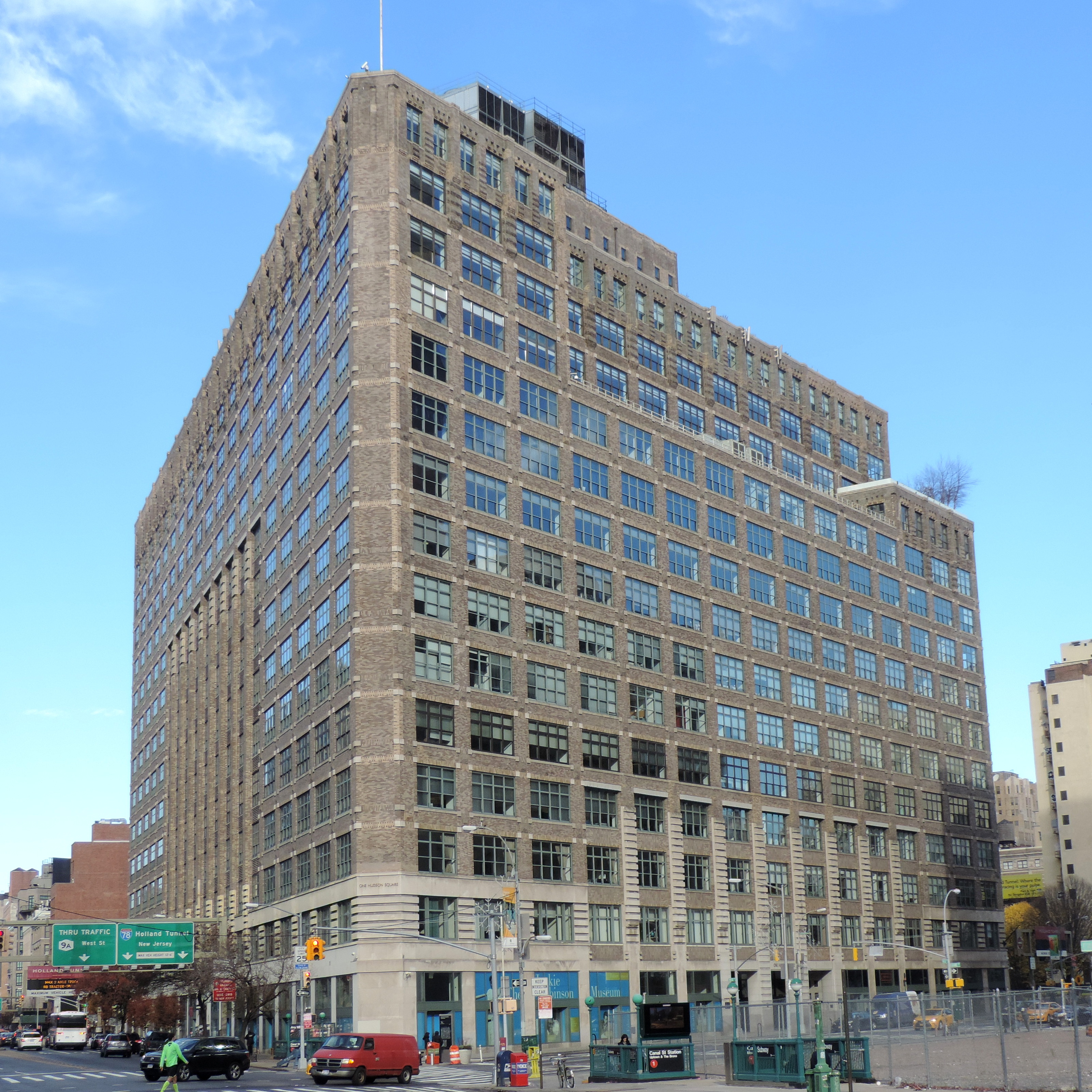
One Hudson Square en la intersección de las calles Canal y Varick

- The Ear Inn[16] es uno de los bares más antiguos en Nueva York. Se dice que fue abierta en 1817 construida por uno de los asistentes de George Washington. Durante la Prohibición fue un speakeasy, pero luego no tuvo nombre. Fue conocida como "The Green Door" (en inglés: "La Puerta Verde") para marineros y estibadores.  En 1977, nuevos propietarios lo renombraron como "The Ear Inn", un nombre escogido para evitar la engorrosa revisión de la Comisión para la Preservación de Monumentos Históricos de Nueva York sobre cualquier nuevo cartel. El aviso de neón "BAR" fue pintado para que se lea EAR, en honor de Ear Magazine, que se publicaba en los pisos altos.[17]
- El Túnel Holland fue el túnel bajo agua más largo del mundo en el momento de su apertura. Fue inaugurado el 13 de noviembre de 1927.[18] Es aún un cruce del río Hudson bastante utilizado.
- El New York City Fire Museum ubicado en el 278 Spring Street entre las calles Hudson y Varick.
- El Paradise Garage fue una discoteca notable en la historia de la moderna música dance y pop así como de las culturas LGBT y de nightclubs ubicada en el 84 King Street.[19][20]
- El SoHo Playhouse[21] en el 15 Vandam Street se encuentra en lo que fue Richmond Hill, una mansión colonial que sirvió como cuartel general del general George Washington y luego como residencia de Aaron Burr. Adquirido de Burr in 1817, en el terreno se construyeron casas adosadas de estilo federal por el magnate de las pieles John Jacob Astor. 15 Vandam Street fue el Huron Club, un popular club social, para el Partido Demócrata. El cambio de siglo llevó la maquinaria de Tammany Hall al Huron Club. La clientela regular incluyó a "Battery" Dan Finn y el infame mayor Jimmy "Beau James" Walker. El piso principal fue transformado en un teatro en los años 1920 y en los años 1960 operó como el Village South, sede de la Playwrights Unit Workshop bajo la dirección de Edward Albee. El edificio hoy sirve como un teatro de 199 asientos del circuito off-Broadway.
- Steinway & Sons fue fundado en 1853 por el inmigrante alemán Henry Engelhard Steinway en un loft de Manhattan en Varick Street.[22]
- La sala de conciertos de WQXR llamada Greene Space se ubica en el 44 Charlton Street.

## Transporte
La estación Spring Street (trenes C y E) y la estación Houston Street (trenes 1) del Metro de Nueva York sirven al barrio así como las líneas  de buses M20, M21, M55.